# Apollo: bollettino dei musei provinciali del salernitano
Apollo: bollettino dei musei provinciali del salernitano è un periodico di archeologia e arte delle collezioni dei musei della Provincia di Salerno.

## Storia
Il primo fascicolo della rivista Apollo è datato Luglio-Dicembre 1961, sotto la direzione di Venturino Panebianco, archeologo e direttore del Museo archeologico provinciale di Salerno. Il titolo della rivista è ispirato a uno dei reperti archeologici più significativi presenti nel museo: la testa bronzea di Apollo, restituita dalle acque del golfo di Salerno nel dicembre del 1930, impigliata in una rete dei pescatori. L'archeologo Domenico Mustilli attribuì l'opera all'artista Pasiteles, nato in Magna Grecia e definito dagli antichi scrittori «summus...artifex diligentissimus». Questo eccezionale reperto tardo-ellenistico, datato al I sec. a.C., è riprodotto sulla copertina della rivista, oltre ad essere il tema del primo articolo di Apollo, firmato da Mustilli. Apollo viene dato alla stampa con una periodicità irregolare: dal 1961 al 2008 sono pubblicati ventiquattro fascicoli, mentre il biennio 2009/2010 è coperto da un volume monografico doppio dal titolo Salerno, provincia archeologica.

## Temi e struttura
L'archeologia del territorio salernitano è il soggetto cardine della rivista, in particolare nei primi fascicoli, dove la percentuale di articoli dedicati all'evo antico risulta preponderante. Non mancano, però, saggi relativi alle altre epoche, dal periodo medievale fino ad arrivare al Novecento; anche i temi spaziano ampliando il raggio di interesse della rivista con articoli su architettura, pittura, arti cosiddette minori, paleontologia, epigrafia, urbanistica e bibliologia. Generalmente, Apollo ha una struttura formata da un numero variabile di articoli, corredati da un ricco apparato iconografico e si conclude con i relativi abstract in lingua inglese. Alcuni articoli sono pubblicati in lingua straniera, soprattutto in tedesco, inglese e francese, a sottolineare il respiro internazionale della rivista.

## Redazione[3]
Direzione
- Matilde Romito

Comitato scientifico
- Eva Cantarella
- Giuseppe Fiengo
- Maria Galante
- Italo Gallo
- Paolo Peduto
- Dieter Richter
- Matilde Romito
- François Widemann
- Angela Pontrandolfo